# Omar Méndez
Omar Pedro Méndez (né le 7 août 1934 à San José de Mayo en Uruguay) est un joueur de football international uruguayen, qui évoluait au poste d'attaquant.

## Biographie

### Carrière en sélection
Avec l'équipe d'Uruguay, il joue 10 matchs (pour 2 buts inscrits) entre 1953 et 1957. Il figure dans le groupe des sélectionnés lors de la Coupe du monde de 1954.

## Palmarès
Club Nacional
- Championnat d'Uruguay (1) :
  - Champion : 1957.